# Молон
Молон (др.-греч. Moλων; погиб в 220 до н. э.) — полководец и сатрап государства Селевкидов. Предводитель восстания верхних сатрапий в 222—220 годах до н. э.

## Биография
Молон управлял сатрапией Мидия, а с восшествием Антиоха III на престол в 223 до н. э. вместе со своим братом — сатрапом Персии Александром стал руководить верхними провинциями страны. Они презирали своего повелителя, а также боялись его министра Гермия, и в итоге организовали восстание. При помощи подкупа Молон добился нейтралитета соседних сатрапов, а сам с войском пошёл на Апполлониатиду. Ксенон и Теодот, царские военачальники посланные Гермием на подавление восстания испугались наступления многочисленной армии сепаратистов и укрылись в городах. Молон завладел областью Аполлониатиды (восточный берег Тигра) и тем приобрел богатейшие средства к войне.
Теперь же, когда, казалось, царские военачальники уступают ему поле сражения, и мужество собственных его войск возросло после первых удач, Молон представлялся всем народам Азии не в меру опасным и несокрушимым. Поэтому он вознамерился перейти прежде всего Тигр и осадить Селевкию. Но переправе его помешал Зевксид, захвативший речные суда. Тогда Молон отступил в лагерь к городу, именуемому Ктесифонтом, где занялся устроением зимних квартир для войска.
По получении известия о походе Молона и отступлении своих военачальников царь снова готов был идти на Молона, отказавшись от похода против Птолемея, дабы не пропустить удобного времени. Однако Гермий, отправил против Молона ахейца Ксенойта в звании полновластного военачальника с войском. Он говорил при этом, что с мятежниками должны воевать военачальники, самому царю подобает воевать и вести решительные битвы с царем. Юного царя Гермий держал в своей власти.
Ксенойт был отправлен в звании полномочного военачальника и получил власть, превзошедшую его ожидания; с друзьями он держал себя слишком высокомерно, а в нападениях на врага проявлял большую неосторожность. По прибытии в Селевкию он призвал к себе наместника Сусианы Диогена и наместника Эритрейского моря Пифиада и выступил с войсками в поход; под прикрытием реки Тигра он расположился станом против неприятеля. Очень многие воины переплывали к нему из стоянки Молона и уверяли, что лишь только он переправится на другой берег реки, как все войско Молона перейдет на его сторону, ибо, говорили они, войска ненавидят Молона и вполне преданы царю. Ободренный этим, Ксенойт решился перейти Тигр. Он делал вид, что желает перекинуть мост в том месте, где река образует остров, но при этом не предпринимал ничего, что требовалось; поэтому притворное предприятие ничуть не озабочивало Молона с товарищами. На самом деле Ксенойт с большим старанием собирал и оснащал суда. Потом из всего войска он отобрал храбрейших конных и пеших воинов, начальниками стоянки оставил Зевксида и Пифиада, ночью вдоль реки спустился стадий на восемьдесят (14,24 км) ниже лагеря Молона; благополучно переправил на судах свои войска и ещё ночью разбил палатки на удобном месте, окруженный почти со всех сторон рекою или защищенный болотами и трясинами.
При виде этого Молон отрядил конницу в надежде, что легко задержит врагов, которые ещё переправляются, и уничтожит переправившихся. Конница приблизилась к войскам Ксенойта; при незнакомстве её с местностью не было даже нужды в руке неприятеля: конные воины сами погружались в воду и вязли в трясинах, вследствие чего все делались неспособными к битве, а многие погибали. Ксенойт был уверен, что с его приближением войска Молона перейдут на его сторону, поэтому поднялся вверх по реке и расположился станом вблизи неприятеля. Но в то же самое время Молон, — была ли это военная хитрость, или он не полагался на свои войска и действительно опасался того, на что рассчитывал Ксенойт, — покинул обоз в лагере ночью и двинулся ускоренным маршем по направлению к Мидии. Ксенойту показалось, что Молон, устрашенный его нападением и не доверяющий собственным войскам, убегает, а потому прежде всего напал на неприятельский лагерь и овладел им; затем приказал переправить к нему его собственную конницу с обозом из стоянки Зевксида. Затем он собрал свои войска, ободрял их, предсказывал благополучный конец борьбы, так как Молон бежал. После этой речи Ксенойт отдал приказ всем воинам подкрепить себя и освежить, ибо намеревался пуститься в погоню за неприятелем неотложно ранним утром.
Войско Ксенойта, преисполненное самоуверенности и снабженное всевозможными припасами, предавалось обжорству и пьянству, а затем беспечному отдыху, обыкновенно следующему за подобным возбуждением. Между тем Молон, прошедший уже было значительное расстояние, после ужина вдруг повернул назад и прибыл сюда же. Всех воинов Ксенойта он нашел валяющимися и пьяными и на рассвете ударил на их стоянку. Пораженные неожиданностью происшествия, Ксенойт и товарищи его не могли разбудить пьяных солдат и, безрассудно ринувшись на врагов, были убиты; что касается спавших, то большинство их было перебито в постелях, а остальные бросались в реку и пытались переправиться в лагерь на противоположный берег; но и эти большею частью погибли. Страшная сумятица и беспорядок охватили весь стан, ибо все были встревожены и перепуганы. Кроме того, так как противоположный лагерь находился на виду, в небольшом расстоянии, то воинам не приходили на мысль ни быстрота течения, ни трудности переправы: столь велика была жажда жизни. В испуге, увлекаемые желанием спастись, они бросались в реку, туда же загоняли вьючный скот с ношею, как бы в надежде на то, что сама река позаботится о них и поможет им добраться невредимыми до противолежащей стоянки. Вследствие этого река представляла тягостное необычайное зрелище, ибо вместе с плывущими людьми неслись по ней лошади, вьючный скот, вооружение, трупы и разная рухлядь. Молон между тем овладел лагерем Ксенойта, потом беспрепятственно переправился через реку, так как никто не противодействовал ему: при его наступлении бежал и Зевксид, стоянкою которого Молон также завладел. После этих побед он во главе войска предстал перед Селевкией. Благодаря бегству Зевксида и его войска, а вместе с ними и правителя Селевкии Диомедонта Молон овладел и Селевкией с первого набега, после чего на дальнейшем пути покорял без боя верхние сатрапии.
По завоевании Вавилонии и области у Эритрейского моря он явился под Сузами. И этот город взят был с набега; но Молон не мог ничего сделать с Акрополем, потому что военачальник Диоген успел проникнуть в него заблаговременно. По этой причине Молон отказался от попытки, оставил здесь воинов для осады и, поспешно снявшись, возвратился в Селевкию, что на Тигре. Здесь Молон обнаружил большую заботливость о войске и, обратившись к нему с увещанием, перешел к дальнейшим предприятиям, овладел Парапотамией до города Европа и Месопотамией до Дур.
Разгорание восстания убедило Антиоха возглавить войска. По прибытии к Евфрат у Антиох дал отдохнуть своему войску и отправился дальше. В Антиохию, что в Мигдонии, он пришел около зимнего солнцестояния и там остановился с целью переждать наступившую самую суровую пору зимы (декабрь 221 года до н. э.) Пробыл он здесь дней сорок, затем пришел в Либбу. На состоявшемся совещании о том, какой дорогой идти на Молона, каким образом и откуда добыть средства для похода, — случилось так, что Молон находился в окрестностях Вавилона, — Гермий советовал продолжать путь вдоль Тигра, ограждая себя этой рекой, Ликом и Капром. Зевксид, зная коварство Гермия, боялся высказываться, но будучи полностью уверенным в ошибочности плана Гермия решился дать совет. Он заявил что следует переправиться через Тигр; при этом перечислил трудности похода вдоль реки, указывал главным образом на то, что им предстояло пройти значительное расстояние, совершить шестидневный путь через пустыню и тогда только достигнуть так называемого Царского канала. Раз, говорил он, неприятель успеет заранее захватить этот канал, переправа через него становится невозможною, а обратное отступление через пустыню будет очень опасно больше всего по неизбежному недостатку в съестных припасах. Напротив, после переправы через Тигр можно рассчитывать на перемену в настроении населения Аполлониатиды и на присоединение её к царю, тем более что и теперь жители этой области подчиняются Молону не добровольно, но по принуждению и из страха; кроме того, тогда наверное войска будут иметь съестные припасы в изобилии благодаря плодородию почвы. Но важнейший довод Зевксида состоял в том, что в этом случае Молону будут отрезаны и обратный путь в Мидию, и получение оттуда продовольствия, вследствие чего он вынужден будет отважиться на битву, а если не пожелает этого, то войска не замедлят перейти на сторону царя.
Когда предложение Зевксида восторжествовало, войска тотчас разделены были на три части и в трех местах началась переправа через реку людей и обоза. После этого войска направились к Дурам, осажденным одним из начальников Молона, с первого набега освободили этот город от осады и не останавливаясь продолжали путь, на восьмой день перевалили через так называемый Орик и спустились к Аполлонии.
В это самое время Молон по получении известия о прибытии царя из недоверия к народам Сусианы и Вавилонии, которых он незадолго перед тем и совершенно неожиданно покорил своей власти, наконец из страха, как бы не был отрезан ему обратный путь в Мидию, решил перекинуть мост через Тигр и перевести войска на другой берег. Он стремился к тому, чтобы, если удастся, занять раньше Антиоха гористые части Аполлониатиды, полагаясь на полчище пращников, так называемых киртиев. Исполнив принятое решение, он подвигался вперед быстро и решительно. Лишь только Молон достиг названной выше местности, а в одно время с ним подошел со всем войском и царь из Аполлонии, легковооруженные обоих противников, посланные вперед, встретились между собою на нескольких перевалах. Первое время противники вступали в схватку и тревожили друг друга; но так как оба войска приближались, то легковооруженные разошлись. Возвратившись к своим стоянкам, войска расположились на расстоянии сорока стадий (7 км) одно от другого. С наступлением ночи Молон сообразил, насколько опасно и трудно будет мятежникам сражаться с войсками своего царя днем лицом к лицу, а потому решил напасть на Антиоха ночью. Отобрав храбрейших и сильнейших воинов из всего войска, он начал обходить врага в нескольких местах, дабы сделать нападение с возвышенности. Но по дороге Молон узнал, что десять юных воинов разом перебежали к Антиоху, вследствие чего отказался от предприятия, повернул назад и стал поспешно отступать. Раннее появление Молона в собственном стане вызвало во всем войске тревогу и смятение. Дело в том, что находившиеся в лагере воины были разбужены и напуганы приближающимся войском и едва не бросились из лагеря.
Насколько можно было, Молон старался рассеять охватившую их тревогу. Между тем царь, готовый к битве, на рассвете двинулся из стоянки со всем войском. На правом крыле первыми поставил он конных копьеносцев под начальством Ардиса, человека испытанного в военных делах. Подле них поставил союзных критян, к коим примыкали галаты ригосаги; рядом с ними стали иноземцы и наемники из Эллады, вслед за которыми поставлена фаланга. Левое крыло он отвел конным воинам, именуемым гетайрами; слонов числом десять он поставил в некотором расстоянии один от другого впереди войска. Вспомогательные отряды пешие и конные царь разделил между флангами и приказал им окружать неприятеля кольцом, как только начнется битва. После этого он обходил войска и в немногих отвечающих положению словах ободрял их. Левое крыло он доверил Гермию и Зевксиду, а правым командовал сам. С другой стороны, Молон с трудом вывел войско из лагеря, встревоженное, расстроенное после того смятения, какое было в предшествующую ночь. Тем не менее конницу он разделил между обоими флангами сообразно с построением неприятельской линии; щитоносцев, галатов и вообще тяжеловооруженных поместил в середину между конными воинами; далее, стрелков из лука, пращников и все подобные войска разместил на обоих флангах впереди конницы; снабженные косами колесницы поставлены были впереди войска в некотором отдалении. Левое крыло он предоставил брату Неолаю, а правым командовал сам.
Когда после этого войска перешли в наступление, правое крыло Молона осталось неизменно верным своему вождю и храбро сражалось с войсками Зевксида; но левое, лишь только при встрече с неприятелем показалось на глаза царю, тотчас перешло на его сторону. Это обстоятельство привело в уныние войска Молона и удвоило мужество в царских войсках. При виде случившегося Молон, уже окруженный со всех сторон, ясно представлял себе грозящие муки в том случае, если живым попадет в плен во власть неприятеля, и покончил жизнь самоубийством.
Царь Антиох III Великий предал разграблению неприятельский стан, а труп Молона велел повесить на кресте на самом видном месте Мидии, что немедленно и исполнили палачи: они перевезли труп в Каллонитиду и пригвоздили к кресту у самого подъёма на Загр.